# Rue du May
La rue du May (en occitan : carrièra Dumai) est une voie de Toulouse, chef-lieu de la région Occitanie, dans le Midi de la France.

## Situation et accès

### Description
La rue du May est une voie publique. Elle se trouve dans le quartier Capitole, dans le secteur 1 - Centre.
Elle naît perpendiculairement à la rue Sainte-Ursule (no 10 et 12). Longue de 115, large de 3 à 5 mètres seulement, elle est orientée à l'est, quoique suivant un parcours relativement tortueux. Elle s'élargit après 30 mètres au niveau de la petite place, désignée au Moyen Âge comme le carrefour du Tombarelle, qu'elle forme avec les rues Tripière et Bédelières. Elle se termine au carrefour de la rue Saint-Rome (no 9 et 11).
La chaussée compte une seule voie de circulation automobile en sens unique, de la rue Tripière vers la rue Saint-Rome, à l'est, et de la rue Tripière vers la rue Sainte-Ursule, à l'ouest. Elle appartient à une aire piétonne, où la circulation est réglementée et la vitesse est limitée à 6 km/h. Il n'existe pas de bande ni de piste cyclable, quoiqu'elle soit à double-sens cyclable.

### Voies rencontrées
La rue du May rencontre les voies suivantes, dans l'ordre des numéros croissants (« g » indique que la rue se situe à gauche, « d » à droite) :
1. Rue Sainte-Ursule
2. Rue Tripière (d)
3. Rue Bédelières (d)
4. Rue Saint-Rome

## Odonymie

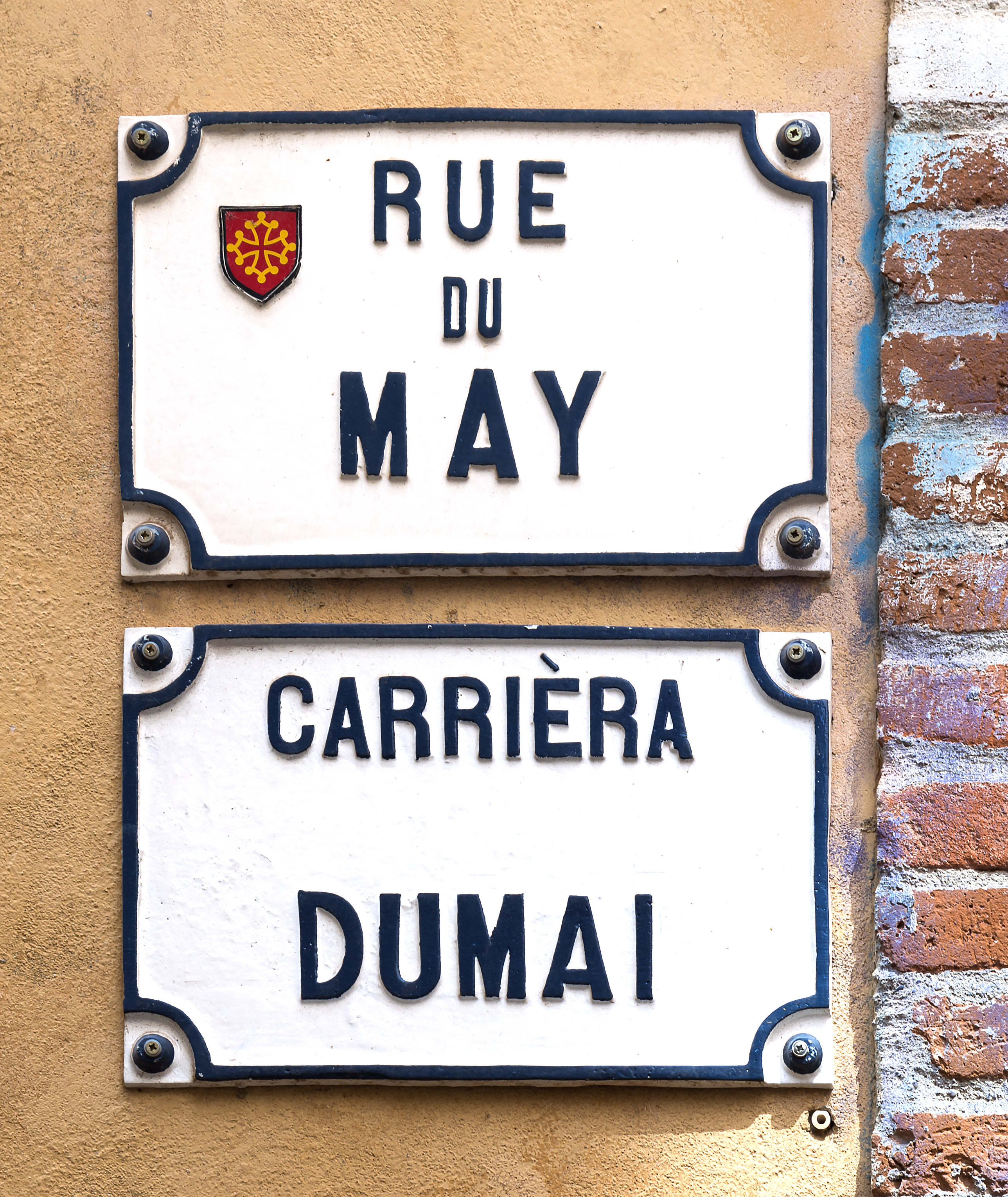
Plaques de rue en français et en occitan.

La rue tient son nom de l'hôtel de la famille Dumay, à la suite de l'installation d'Antoine Dumay, docteur de la faculté de médecine en 1596,.
La rue avait porté au Moyen Âge le nom de rue des Pélégantières, parfois qualifiée d'« ample » pour la distinguer de la rue « étroite » des Pélégantières (actuelle rue Baour-Lormian). Ce nom de « pélégantiers » se rapportait aux nombreux tanneurs et marchands de peaux (pelegantièrs en occitan) qui travaillaient dans les peausseries de la rue. Ce n'est qu'au milieu du XVIIIe siècle qu'elle est appelée rue du May. En 1794, pendant la Révolution française, la rue porte quelques mois les noms de rue Florissante ou rue de la Franchise,.

## Histoire

### Antiquité
La rue du May correspond approximativement à une des rues perpendiculaires du cardo maximus, grande rue qui traversait la Tolosa romaine du nord au sud. Une hypothèse récente propose de voir dans le tracé original de la rue du May le souvenir du mur nord-ouest de l'amphithéâtre urbain de Tolosa. L'hypoth̠èse est que l'amphithéâtre romain aurait été délimité par les rues du May, Tripière, du Puits-Vert et Jules-Chalande. Le manque de résultats par des fouilles archéologiques ne permet cependant pas encore de vérifier cette hypothèse.

### Moyen Âge et période moderne
Au Moyen Âge, la rue est une des artères commerçantes de la ville. Des tanneurs et des marchands de peau de mouton s'y installent, lui donnant son nom de rue des Pélégantiers. Le quartier concentre d'ailleurs les commerces de viande, autour des rues Tripière, Bédelières et des Bancs-Majours, et les tanneries, autour de la rue Servinière. La carrefour du Tombarelle, au croisement des rues des Pélégantiers, Tripière et Bédelières, est une des importantes places marchandes de la ville.
Après les incendies du 7 mai 1463 et du 20 mars 1523, extrêmement destructeurs dans le quartier de la rue Saint-Rome,, les maisons à pans de bois cèdent progressivement la place aux constructions de brique. La tradition commerçante se poursuit, mais l'ampleur des destructions permet également aux élites locales de réunir de vastes emprises foncières pour faire bâtir leurs hôtels particuliers. À la fin du XVIe siècle, Antoine Dumay, docteur-régent de la Faculté de médecine se fait bâtir un hôtel particulier. Au XVIIe siècle, les Dames de la Congrégation de Saint-François de Paule installent dans la rue un hospice pour les prisonniers de la Miséricorde.

### Époque contemporaine
En 1807, le bureau de la Miséricorde est installé dans un immeuble de la rue du May (actuel no 5) : successeur de la confrérie de la Miséricorde, une confrérie de laïcs, hommes et femmes, établie en 1570 dans le but de venir en aide aux prisonniers et de donner une sépulture religieuse aux criminels condamnés à mort. Elle poursuit ses activités après la Révolution française, le bureau de la Miséricorde continuant à proposer du travail aux prisonniers pauvres,.
Au XIXe siècle, on trouve aussi dans la rue une institution d'enseignement pour garçons, le pensionnat de Nestor Lamarque. Au début du XXe siècle, l'immeuble du no 3 abrite une institution d'enseignement privé pour jeunes filles, l'Institution Saint-Cyr.

## Patrimoine et lieux d'intérêt

### Musée du Vieux Toulouse
Classé MH (1950, façades sur rue et sur cour, ainsi que les toitures) et  Inscrit MH (1992, intérieurs)
Le musée du Vieux Toulouse occupe l'hôtel Dumay.

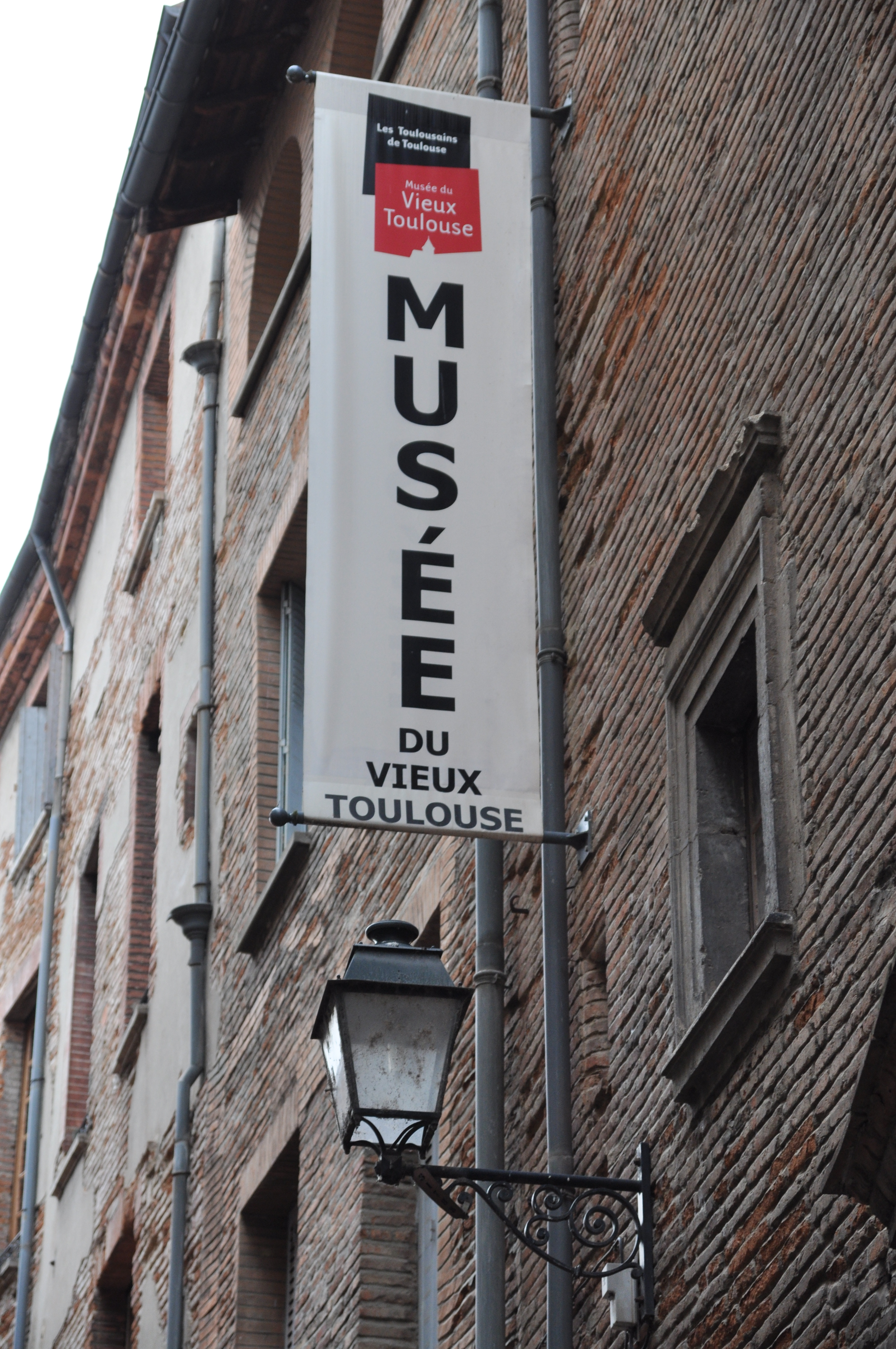
L'entrée du musée du Vieux Toulouse.
La cour intérieure de l'hôtel Dumay - côté ouest.
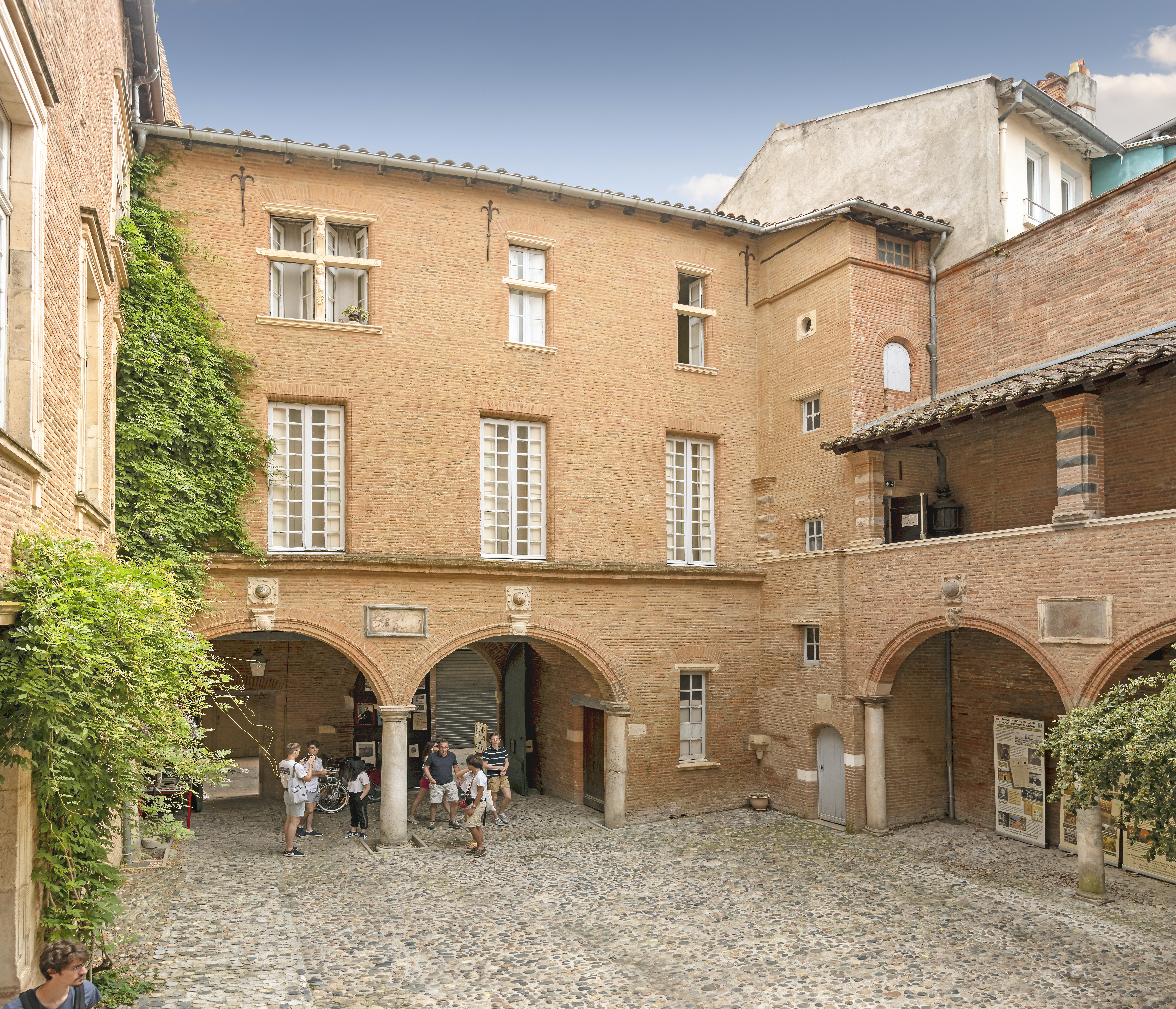
La cour intérieure de l'hôtel Dumay - côté nord.
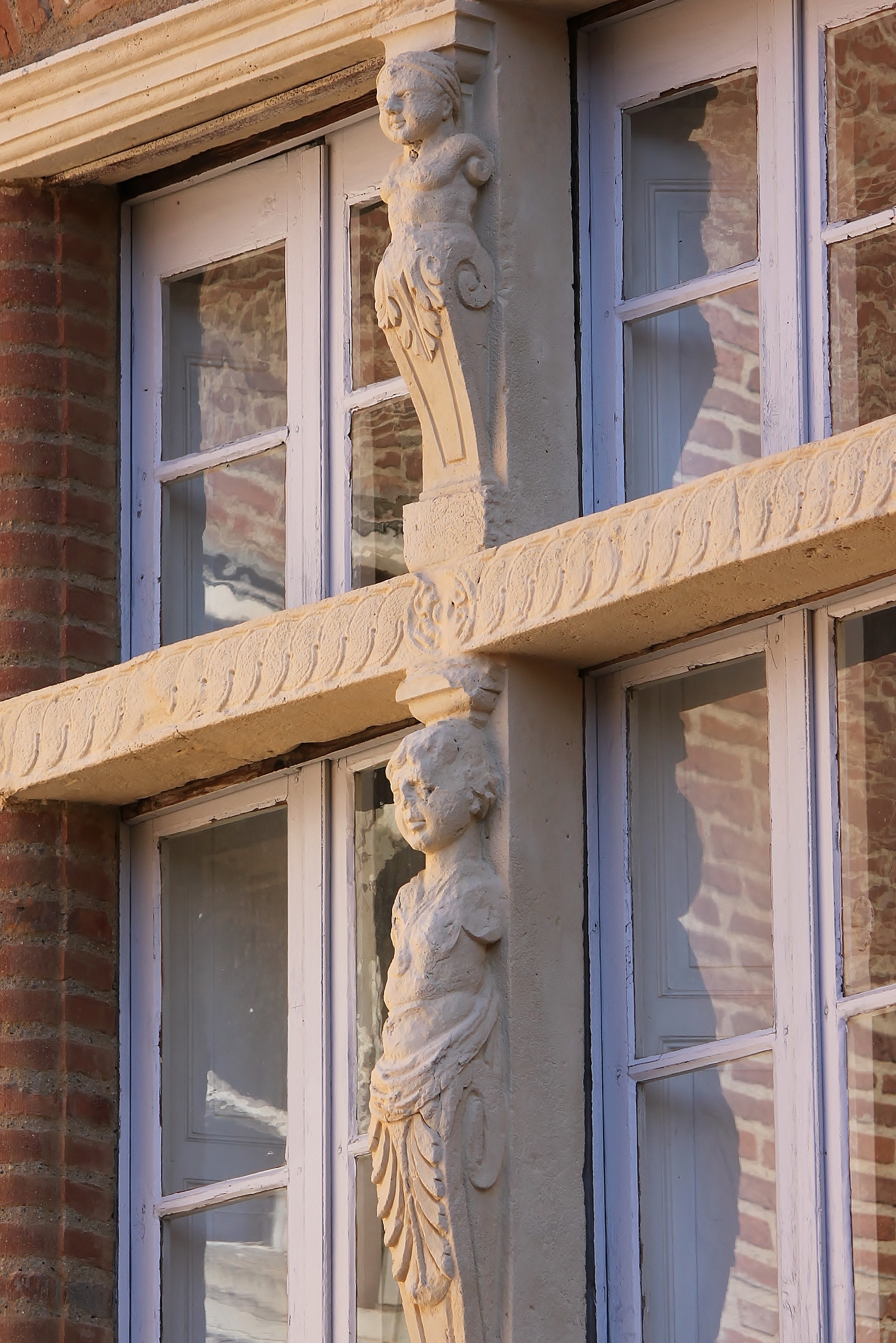
Fenêtre de l'hôtel Dumay.

### Autres immeubles
- no  1 : hôtel Darbou. 
En 1688, François Darbou, conseiller au sénéchal, achète à Jean-Antoine Dumay une vaste parcelle à l'angle de la rue Sainte-Ursule (emplacement des actuels no 12 et 14). C'est au XVIIIe siècle qu'est construit l'hôtel actuel, qui reste dans la famille Darbou jusqu'en 1830. Dans la rue du May s'ouvre la porte cochère, qui donne accès à une cour sur laquelle s'ouvrent plusieurs corps de bâtiment. L'imposte de la porte présente une ferronnerie en fer forgé[20].

- no  4 : immeuble. 
L'immeuble, construit dans la première moitié du XVIIIe siècle, s'élève à l'angle de la rue Bédelières, face à la petite place « du Tombarelle ». Les niveaux sont décroissants et séparés par de petites corniches moulurées. Le rez-de-chaussée est ouvert, du côté de la place, par une large arcade de boutique, mise en valeur par la mosaïque qui couvre la façade. Aux étages, les fenêtres ont des chambranles à crossettes. L'élévation est couronnée par une large corniche moulurée[21].

- no  9 : immeuble[21].

## Personnalités
- Jean Cruppi (1855-1933) : magistrat, engagé auprès des radicaux, il est député de 1898 à 1919, sénateur de 1920 à 1924, mais aussi président du conseil général de la Haute-Garonne et plusieurs fois ministre entre 1908 et 1912. Il est né dans un appartement de l'ancien hôtel Darbou (actuel no 1)[22].

- Antoine Dumay (vers 1550-1611) : fils du contrôleur des deniers de Beaune, il étudie la médecine à l'université de Montpellier, avant de s'installer à Toulouse. En 1575, il épouse Jeanne du Cayla, qui lui apporte les seigneuries d'Auribail et de Lagardelle-sur-Lèze, un immeuble entre la rue Saint-Rome et la rue du May, lui permettant de faire bâtir son hôtel particulier. En 1588, il est professeur à la faculté de médecine de Toulouse. En 1590, il est aussi médecin de la reine Marguerite de Valois[2].